# Jozaria
Jozaria è un genere estinto di antichi proboscidati vissuti nella prima metà dell'Eocene e i cui resti fossili sono stati rinvenuti nella Kuldana Formation a Kohat, in Pakistan.
Solo un esemplare appartenente alla specie Jozaria palustris è stato riportato alla luce finora. Le tracce geologiche nel luogo della scoperta indicano chiaramente che questi animali vivevano in zone piuttosto umide e acquitrinose.
Probabilmente, si nutrivano di vegetazione acquatica di consistenza soffice.